# Alerheim

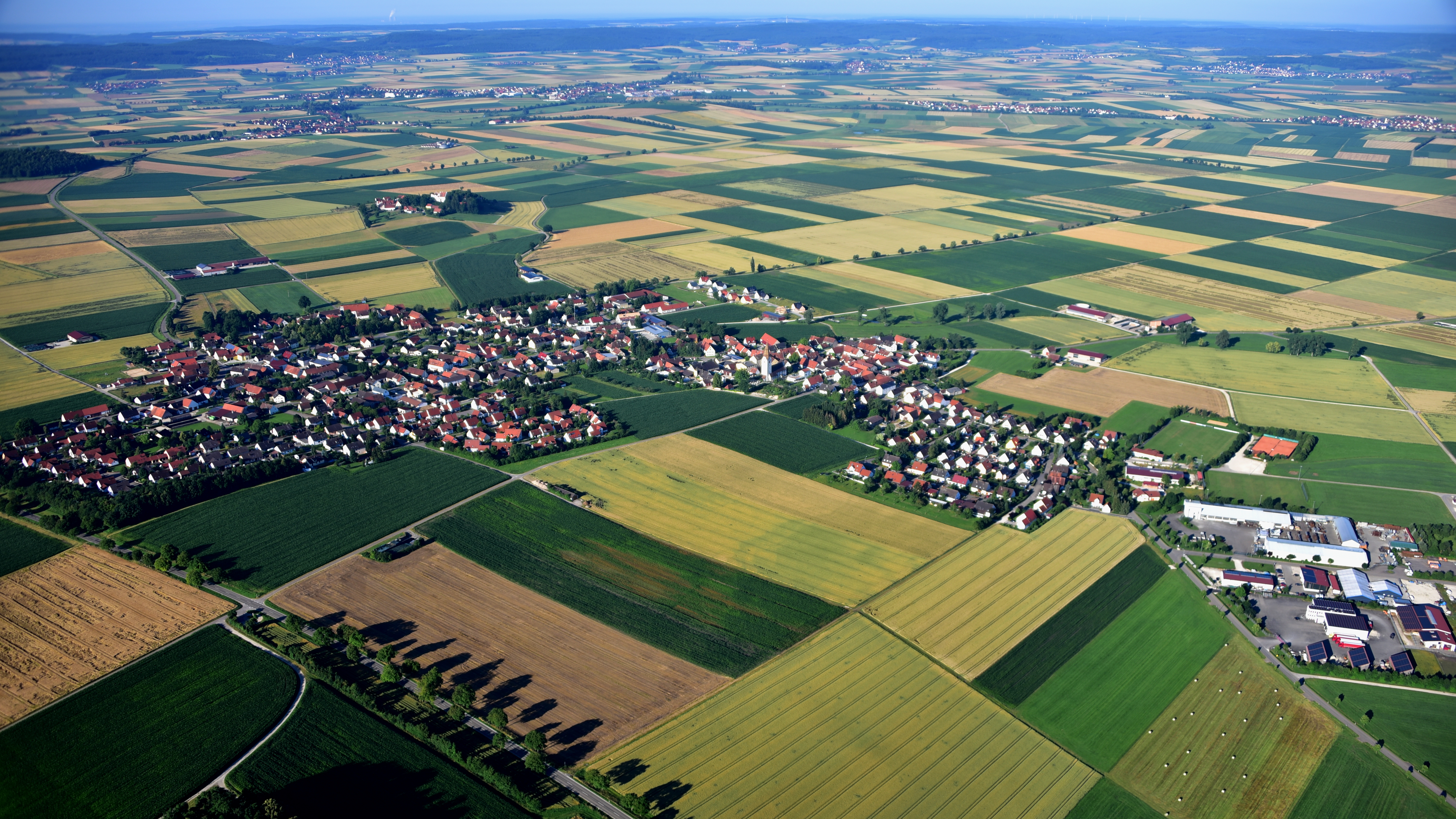
Luftaufnahme von Alerheim (2016)

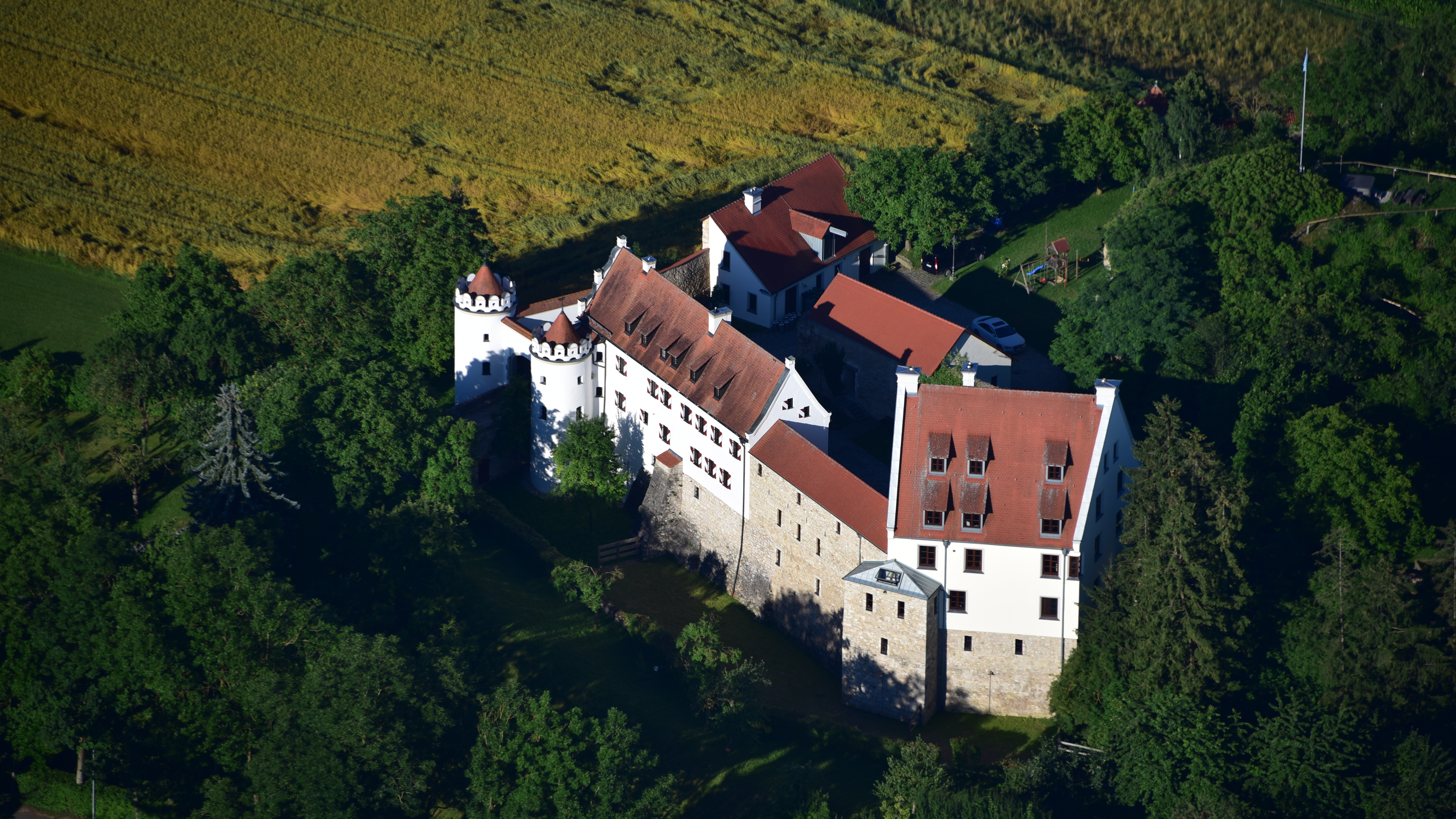
Luftaufnahme von Schloss Alerheim (2016)

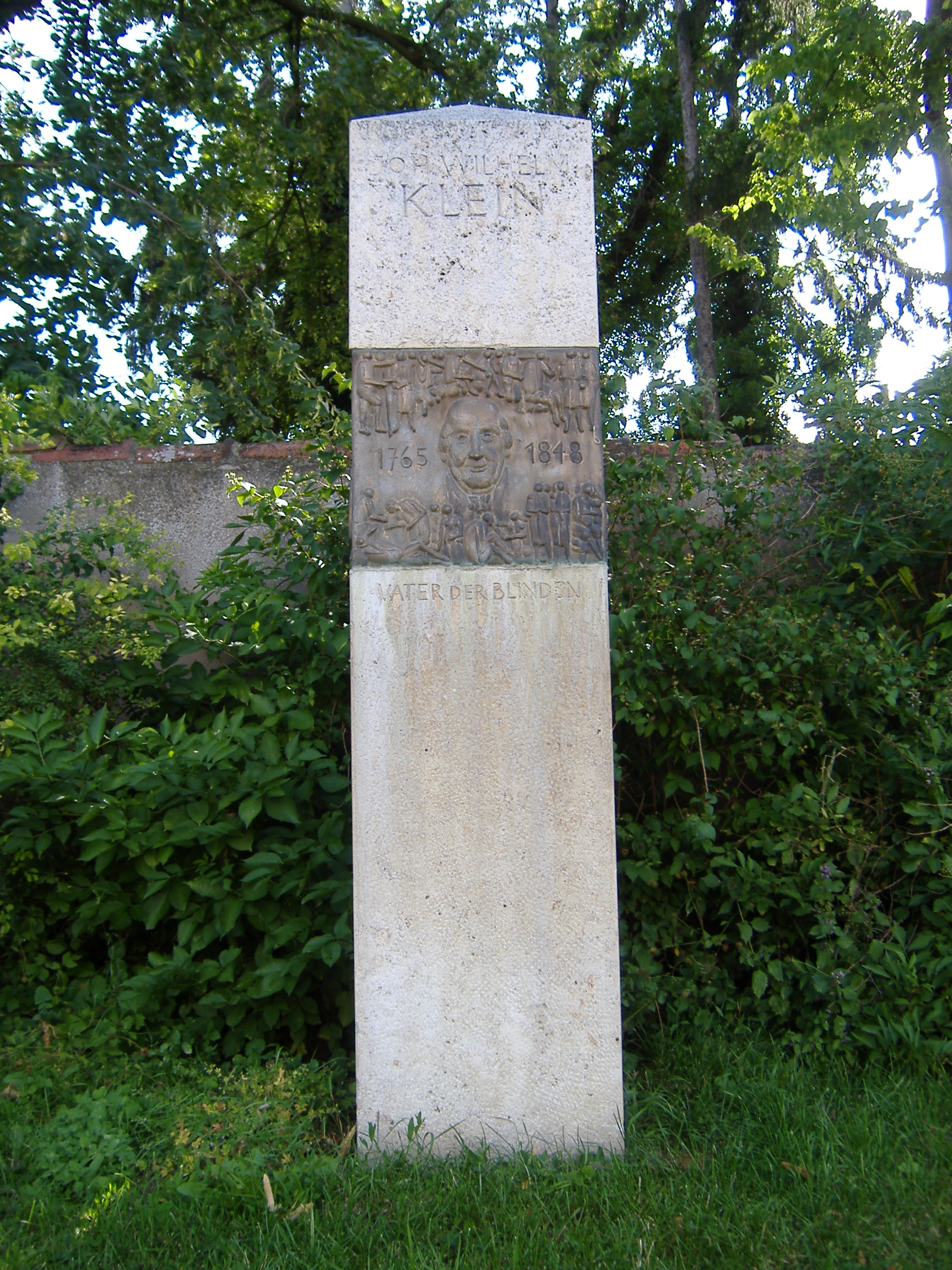
Stele zur Erinnerung an Johann Wilhelm Klein

Alerheim (Rieserisch: Alre) ist eine Gemeinde im schwäbischen Landkreis Donau-Ries und Mitglied der Verwaltungsgemeinschaft Ries.

## Geographie

### Geographische Lage
Das Kirchdorf liegt im Nördlinger Ries, neun Kilometer östlich von Nördlingen, und ist Teil der Planungsregion Augsburg. Die Wörnitz durchquert das Gemeindegebiet in Nord-Süd-Richtung.

### Gemeindegliederung
Die Gemeinde hat sieben Gemeindeteile. Im Gemeindegebiet gibt es vier Gemarkungen, sie entsprechen annähernd den Gemeindegebieten vor der Gebietsreform in Bayern.
| Gemeindeteil   |           | Gemarkung      |
| -------------- | --------- | -------------- |
| Alerheim       | Pfarrdorf | Alerheim       |
| Anhauserhöfe   | Weiler    | Bühl           |
| Bühl           | Pfarrdorf | Bühl           |
| Rudelstetten   | Kirchdorf | Rudelstetten   |
| Schloßruine    | Weiler    | Alerheim       |
| Wennenmühle    | Einöde    | Alerheim       |
| Wörnitzostheim | Kirchdorf | Wörnitzostheim |

Neumühle auf der Gemarkung Bühl ist nicht amtlich benannt.

## Geschichte

### Bis zur Gemeindegründung
Erstmals im 8. Jahrhundert n. Chr. wurde Alerheim im Zusammenhang mit einer Schenkung an die Reichsabtei Fulda urkundlich als „Villa Alarheim“ erwähnt. Im Dreißigjährigen Krieg wurde die Ortschaft 1645 während der Schlacht bei Alerheim stark verwüstet, der Wiederaufbau war erst nach 70 Jahren abgeschlossen. Alerheim war von 1306 bis 1806 im Besitz der Familie Oettingen-Wallerstein und kam als Oberamt des Fürstentums Oettingen-Wallerstein mit der Rheinbundakte 1806 zu Bayern.

### Eingemeindungen
Am 1. Januar 1972 erfolgte im Zuge der Gemeindegebietsreform die Eingliederung von Wörnitzostheim, am 1. Januar 1978 kamen die Gemeinden Bühl im Ries mit ihren Gemeindeteilen sowie Rudelstetten dazu.

### Einwohnerentwicklung
Zwischen 1988 und 2018 wuchs die Gemeinde von 1502 auf 1637 Einwohner bzw. um 9 %.
| Jahr | Einwohner                     |
| ---- | ----------------------------- |
| 1904 | 1420                          |
| 1939 | 0711 (nur Ortschaft Alerheim) |
| 1947 | 1095 (nur Ortschaft Alerheim) |
| 1961 | 1503                          |
| 1970 | 1455                          |
| 1987 | 1501                          |
| 1991 | 1591                          |
| 1995 | 1620                          |
| 2000 | 1675                          |
| 2005 | 1696                          |
| 2010 | 1665                          |
| 2015 | 1619                          |

Die im Jahr 2008 von der Gemeinde ermittelten 1663 Einwohner verteilten sich wie folgt auf die Ortsteile:
| Name des Ortsteils | Einwohner |
| ------------------ | --------- |
| Alerheim           | 962       |
| Bühl im Ries       | 231       |
| Rudelstetten:      | 279       |
| Wörnitzostheim     | 191       |

## Politik

### Bürgermeister
Berufsmäßiger Erster Bürgermeister ist Alexander Joas (Wählervereinigung Alerheim). Er ist seit dem 26. Januar 2022 im Amt und erreichte bei der Wahl am 16. Januar 2022 einen Stimmenanteil von 52,1 %.
Der Vorgänger von Joas, Christoph Schmid (Freie Wahlgemeinschaft Alerheim), war seit Mai 2008 im Amt, wurde 2014 und 2020 wiedergewählt und zog in den 20. Deutschen Bundestag ein. Dessen Vorgänger war Gerhard Ament (Wählervereinigung Alerheim/Rudelstetten).

### Gemeinderat
Periode von 2020 bis 2026 (unverändert wie in der Amtszeit 2014 bis 2020):
- Wählervereinigung Alerheim: 6 Sitze
- Wählervereinigung Rudelstetten: 2 Sitze
- Wählergemeinschaft Bühl i. Ries: 2 Sitze
- Wählervereinigung Wörnitzostheim: 2 Sitze

### Wappen
|  | Blasonierung: „Über goldenem Schildfuß, darin ein hersehender schwarzer Löwe, gespalten von Rot und Blau; vorne ein wachsender silberner Bischofsstab, hinten ein durchgehender silberner Schragen.“ |
|  | |

## Kultur und Sehenswürdigkeiten

### Natur
- Der 489,3 m hohe Wennenberg zwischen Alerheim und Rudelstetten
- Anhauser Weiher, Naturdenkmal, nordwestlich von Anhauserhöfe, im Mittelalter angelegt[9]

### Bau- und Bodendenkmäler
- Pfarrkirche St. Stephan
- Schloss Alerheim

## Wirtschaft und Infrastruktur

### Wirtschaft einschließlich Land- und Forstwirtschaft
2017 gab es in der Gemeinde 311 sozialversicherungspflichtige Arbeitsplätze. Von der Wohnbevölkerung standen 725 Personen in einem versicherungspflichtigen Beschäftigungsverhältnis. Damit war die Zahl der Auspendler um 414 Personen größer als die der Einpendler. 15 Einwohner waren arbeitslos. 2016 gab es 46 landwirtschaftliche Betriebe, die eine Fläche von 1846 ha bewirtschafteten.

### Bildung
Es bestehen folgende Einrichtungen:
- Kindertageseinrichtung: Der Alerheimer Kindergarten ist unter der Trägerschaft der Evangelisch-Lutherischen Kirchengemeinde und hat 84 Plätze. Er wurde am 1. März 2018 von 76 Kindern besucht, darunter 18 Krippenkinder unter drei Jahren.
- SVE, Schulvorbereitende Einrichtung der Schwabenhilfe e. V.: Im Schulgebäude sind drei Gruppen der Fördereinrichtung der Schwabenhilfe untergebracht, die von Kindern aus dem ganzen Ries besucht werden.
- In der Johann-Wilhelm-Klein-Grundschule werden die Jahrgangsstufen 1–4 von fünf Lehrern unterrichtet. Im Schuljahr 2019/2020 besuchten 70 Kinder die Schule.[10]
- Volkshochschule: In Alerheim gibt es eine Außenstelle der VHS Nördlingen.

### Gemeindehaushalt
2017 betrugen die Gemeindesteuereinnahmen 1.557.000 €, davon waren 486.000 € (netto) Gewerbesteuereinnahmen und 721.000 €Gemeindeanteil an der Einkommensteuer. Die Verschuldung betrug 478 € je Einwohner.

### Verkehr
Die Staatsstraße 2221 von Oettingen zur Bundesstraße 25 durchquert die Gemeinde und kreuzt am östlichen Rand des Ortes Alerheim die Kreisstraße DON 10.

## Persönlichkeiten

### Söhne und Töchter der Gemeinde
- Johann Wilhelm Klein (1765–1848), Pionier der Blindenbildung
- Wilhelm Schmidt (1888–1962), Politiker (WAV, DP)
- Hans Löfflad (1922–1997), Politiker (WAV, DP)

### Personen, die mit der Gemeinde in Verbindung stehen
- König Heinrich (VII.), 1235 hielt Kaiser Friedrich II. seinen aufrührerischen Sohn in der Burg im Ortsteil Schloßruine in Gewahrsam. Er war auf der „Durchreise“ und kam vom Schlossverließ aus Heidelberg nach Alerheim. Weiter über Friaul verlegte man ihn anschließend nach Apulien und hielt ihn bis zu seinem Tod im Kastell San Fele und anderen Burgen in Süditalien gefangen.
- Franz von Mercy (1597–1645), Oberbefehlshaber im Dreißigjährigen Krieg, gestorben in Alerheim. Ein Gedenkstein nahe der Stephanuskirche erinnert daran.